# Ancara kebea
Ancara kebea là một loài bướm đêm trong họ Noctuidae.